# Antonio López Habas
Antonio López Habas est un footballeur puis entraîneur espagnol, né le 28 mai 1957 à Pozoblanco. Il a notamment dirigé la sélection bolivienne qui a atteint la finale de la Copa América 1997, disputée à domicile.

## Carrière

### Carrière de joueur
López Habas a une modeste carrière de joueur, disputant seulement 48 rencontres en Liga en quatre saisons. Il débute en professionnel en 1978 au sein du Séville FC, en provenance du club amateur de sa ville natale, Pozoblanco, après avoir passé un an dans la réserve du club sévillan.
Il porte ensuite les couleurs du Real Murcie, du Burgos CF et de l'Atlético Madrid, où il ne joue aucun match. Il raccroche les crampons en 1982 à l'âge de 29 ans. Sa meilleure saison a lieu lors de la saison 1981-1982 de Segunda División où il marque 13 buts en 32 rencontres de championnat. En dépit de ces bonnes performances, le club est relégué en fin de saison pour des irrégularités financières. Il remporte son seul titre en tant que joueur lors de la saison 1982-1983 avec un titre de champion d'Espagne de deuxième division avec le Real Murcie.

### Carrière d'entraîneur
López commence sa nouvelle carrière d'entraîneur au début des années 1990, avec la réserve de son dernier club, l'Atlético Madrid. Après deux ans passés dans le football amateur, il part pour la Bolivie pour devenir l'assistant de son compatriote Xabier Azkargorta, qui est à la tête de la sélection nationale. Après un court passage dans le club bolivien du Club Bolívar, il devient le sélectionneur principal en 1995, emmenant son groupe lors de la Copa América en Uruguay. Il est ensuite remplacé par le Yougoslave Dušan Drašković. Durant cette période, il repart en Espagne diriger l'UE Lleida mais revient très vite en Bolivie après le départ de Drašković pour diriger la sélection lors de la Copa América 1997 en Bolivie, achevée en finale face au Brésil. En 1998, il repart ensuite en club, au Sporting Gijón où il ne reste que quelques mois.
Deux ans après son dernier contrat, il retourne en Bolivie, au Club Bolívar puis entraîne le Grenade CF en 2001. Il passe ensuite par le Valence CF, le CD Tenerife en 2005, le Celta de Vigo (comme adjoint en 2007 puis comme technicien principal la saison suivante) avant de partir en Afrique du Sud, dirigeant les formations de Mamelodi Sundowns puis de Wits University.
En 2014, il devient l'entraîneur du club indien de l'Atlético de Kolkata qui vient d'être fondé.

## Palmarès  joueur
- Championnat d'Espagne de deuxième division en 1983 avec le Real Murcie.

## Palmarès entraineur
- Indian Super League : 2014

## Liens